# Neotrichoporoides cynodontis
Neotrichoporoides cynodontis är en stekelart som först beskrevs av Domenichini 1967.  Neotrichoporoides cynodontis ingår i släktet Neotrichoporoides och familjen finglanssteklar. Inga underarter finns listade i Catalogue of Life.